# Heterococcidoxenus javensis
Heterococcidoxenus javensis är en stekelart som beskrevs av Ishii 1940. Heterococcidoxenus javensis ingår i släktet Heterococcidoxenus och familjen sköldlussteklar. Inga underarter finns listade i Catalogue of Life.